# Lequeitio (Coahuila)
Lequeitio es una localidad del estado mexicano de Coahuila. Es parte del municipio de Francisco I. Madero.

## Toponimia
El nombre de la localidad refiere a la población española de Lequeitio.

## Demografía
| Gráfica de evolución demográfica |
|                                  |

| Censo | Población |
| ----- | --------- |
| 1960  | 1 839     |
| 1970  | 1 731     |
| 1980  | 2 716     |
| 1990  | 2 983     |
| 2000  | 2 699     |
| 2010  | 1 914     |
| 2020  | 1 557     |